# Sinotubulites
La sinotubulite (gen. Sinotubulites) è un piccolo fossile a forma di tubo, rinvenuto in strati risalenti all'Ediacarano (circa 550 milioni di anni fa). Spesso questi fossili sono rinvenuti in associazione con un altro piccolo fossile, Cloudina.

## Descrizione
L'unica parte conservata di questo organismo è appunto una struttura simile a un tubo, composta da alcuni sottili livelli di materia mineralizzata. Su di essa vi erano anelli irregolari o rilievi longitudinali prominenti, che erano formati dalle pieghe dei vari livelli ed erano via via più deboli mano a mano che si procedeva verso il livello interno.

## Habitat
Non è noto quale potesse essere lo stile di vita di questo organismo; è probabile, in ogni caso, che Sinotubulites conducesse un modo di vita sessile e vivesse sul fondale marino.

## Fossili
Questo fossile, come anche Cloudina, è un tipico rappresentante della cosiddetta “piccola fauna dura”. Sia Sinotubulites che Cloudina, scoperti nel 1972, sono riconosciuti come i più antichi fossili di organismi forniti di guscio calcareo, e spesso vengono rinvenuti negli stessi giacimenti. È interessante notare come esemplari di Cloudina conservino minuscoli fori, attribuiti a organismi predatori; questi fori sono assenti negli esemplari di Sinotubulites. È stato ipotizzato, quindi, che Sinotubulites abbia evoluto caratteristiche che lo rendevano meno appetitoso rispetto a Cloudina. Entrambi gli organismi sono importanti nell'analisi della cosiddetta esplosione cambriana, dal momento che la predazione e l'apparizione di componenti mineralizzati sono spesso citati come possibili cause di questa “esplosione”.